# Aire: Just Breathe
Aire: Just Breathe é um filme de drama de ficção científica pós-apocalíptico de 2024, coescrito, coproduzido e dirigido por Leticia Tonos. Estrelado por Sophie Gaëlle, Paz Vega e Jalsen Santana. O filme segue a jornada de uma bióloga para preservar o que resta da humanidade implantando inteligência artificial para se inseminar. Foi selecionado como a entrada dominicana para o Melhor Longa-Metragem Internacional no 97º Oscar, mas não foi indicado.

## Sinopse
No ano de 2147, um vírus resultante de uma Grande Guerra Química deixou todos os homens do planeta estéreis, levando a humanidade à beira da extinção. A bióloga e cientista Tania tenta se inseminar para garantir a sobrevivência da espécie humana, auxiliada por um sistema de inteligência artificial chamado VIDA. No entanto, tudo muda quando Azarias aparece, um viajante com um passado sombrio e possivelmente um dos últimos homens do planeta.

## Elenco
- Sophie Gaëlle como Tania[1]
- Jalsen Santana como Azarías[1]
- Paz Vega como VIDA[1]
- Camila Cosio como voz operacional

## Lançamento
Teve sua estreia mundial em 28 de janeiro de 2024, no 53º Festival Internacional de Cinema de Roterdã, depois foi exibido em 16 de maio de 2024, no 77º Festival de Cinema de Cannes, em 30 de junho de 2024, no Festival de Cinema Fantástico de Zagreb, em 5 de julho de 2024, no 28º Festival Internacional de Cinema Fantástico de Bucheon, e em 12 de julho de 2024, no 34º Galway Film Fleadh.
Foi lançado comercialmente em 15 de agosto de 2024, nos cinemas dominicanos.